# Memorial Van Damme 2012
Memoriál Van Dammeho 2012 byl lehkoatletický mítink, který se konal 7. září 2012 ve belgickém městě Bruselu. Byl součástí série mítinků Diamantové ligy 2012.

## Výsledky
- Archiv výsledků zde [1]

### Muži
| Disciplína      | 1. místo                      | 2. místo                     | 3. místo                      |
| 100 m           | Usain Bolt 9,86               | Nesta Carter 9,96            | Kemar Bailey-Cole 9,97        |
| 200 m           | Yohan Blake 19,54             | Jason Young 19,92            | Christophe Lemaitre 20,17     |
| 400 m           | Kévin Borlée 44,75            | Jonathan Borlée 45,02        | Lalonde Gordon 45,13          |
| 1500 m          | Silas Kiplagat 3:31,98        | Mekonnen Gebremedhin 3:32,10 | Bethwell Birgen 3:32,24       |
| 110 m překážek  | Aries Merritt 12,80 Rekord DL | Jason Richardson 13,05       | Hansle Parchment 13,14        |
| 3000 m překážek | Brimin Kipruto 8:03,11        | Conseslus Kipruto 8:03,70    | Paul Kipsiele Koech 8:04,01   |
| Skok daleký     | Alexandr Meňkov 829 cm        | Siergiej Morgunow 804 cm     | Godfrey Khotso Mokoena 803 cm |
| Hod diskem      | Gerd Kanter 66,84 m           | Martin Wierig 66,05 m        | Virgilijus Alekna 65,78 m     |

### Ženy
| Disciplína     | 1. místo                      | 2. místo                         | 3. místo                                      |
| 200 m          | Myriam Soumaréová 22,63       | Anneisha McLaughlin 22,70        | Charonda Williamsová 22,74                    |
| 800 m          | Francine Niyonsabaová 1:56,59 | Pamela Jelimová 1:57,24          | Marija Savinovová 1:59,05                     |
| 5 000 m        | Vivian Cheruiyotová 14:46,01  | Mercy Cherono 14:47,18           | Viola Kibiwott 14:47,88                       |
| 400 m překážek | Kaliese Spencerová 53,69      | Perri Shakesová-Draytonová 53,89 | Zuzana Hejnová 54,09                          |
| Skok do výšky  | Světlana Školinová 200 cm     | Anna Čičerovová 195 cm           | Tia Hellebautová Eleriin Haas 192 cm          |
| Skok o tyči    | Silke Spiegelburgová 475 cm   | Fabiana Murerová 465 cm          | Anastasija Sawczenko Yarisley Silvaová 455 cm |
| Trojskok       | Olga Rypakovová 14,72 m       | Olga Saladuchová 14,40 m         | Marija Šestaková 14,10 m                      |
| Hod oštěpem    | Barbora Špotáková 66,91 m     | Sunette Viljoenová 65,33 m       | Vira Rebryková 64,52 m                        |